# Ottawa River (Eriesee)
Der Ottawa River oder Ottawa Creek ist ein 24 km langer Zufluss des Eriesees im Nordwesten des US-Bundesstaats Ohio und gehört zum Flusssystem des Sankt-Lorenz-Stroms. Er entwässert ein Gebiet dicht an der Staatsgrenze von Ohio-Michigan am nördlichen und östlichen Stadtrand der Großstadt Toledo und mündet in Toledo Harbor in den Eriesee.
Der Ottawa River entsteht durch den Zusammenfluss des North Tenmile Creek und des Tenmile Creek in der Stadt Sylvania. Der etwa 12 km lange North Tenmile Creek entspringt im Monroe County in Michigan und fließt nach Süden, während der rund 48 km lange Tenmile Creek von West nach Ost fließt und im Fulton County in Ohio entspringt. Nach dem Zusammenfluss wendet sich der Ottawa River nach Südosten in das westliche Toledo, durchquert den Ortsteil Ottawa Hills, biegt dann nach Nordosten parallel zum Maumee River und mündet 3 km nördlich des Maumee River in Toledo Harbor in den Eriesee.
Im Jahr 2000 wurde ein Bericht über die Untersuchungsergebnisse des Flusswassers im unteren Flussabschnitt veröffentlicht. Demnach wurde eine hohe Konzentration von Schwermetallen festgestellt. Als wesentlichste Gründe wurden Abwässer aus Deponien und Kanälen sowie die langsame Strömung des Ottawa River ermittelt. Die Stadt Toledo unternimmt erhebliche Anstrengungen zur Verbesserung der Wasserqualität des Flusses und seiner Nebenflüsse. Um den natürlichen Flusslauf wiederherzustellen, wurde 2007 ein Staudamm in den Ottawa Hills abgebaut.